# Малък Поровец
Малък Поровец е село в Североизточна България. То се намира в община Исперих, област Разград.

## География
Селото се разполага на устието на река Война в река Царацар. Свързва се с пътната мрежа посредством Републикански път II-23 и Републикански път III-2304.

## Културни и природни забележителности
- Хелис, Сборяново, Свещарска гробница и Демир Баба теке - историко-археологически комплекс, намиращ се между Свещари и Малък Поровец.
- Църква „Свети пророк Иеремия“ - Строителството на храма започва през 1924 година, като е осветен на 30 октомври 1927 г. от Доростоло-Червенския митрополит Михаил. През 2013 година е извършено обновление на храма със средства от Европейския съюз. Празничната литургия по повод обновлението е възглавена от архимандрит д-р Виктор (Мутафов), протосингел на Русенска митрополия, който служи с благословението на патриарх Неофит, временно управляващ Русенска епархия[2]. Храмът е част от Разградска духовна околия към Русенска епархия на БПЦ[3].
- Туристическа хижа „Ахинора“,
- Къщата с дърворезбите[4].